# Wasserschloss Schuttern
Das Wasserschloss Schuttern, auch Burg Schuttern genannt, ist eine abgegangene Wasserburg nahe dem Kloster Schuttern in Schuttern, einem heutigen Ortsteil der Gemeinde Friesenheim im Ortenaukreis in Baden-Württemberg.
Die Burg wurde vermutlich im 14. Jahrhundert (vor 1327) für die Herren von Geroldseck erbaut und wird meist im Zusammenhang mit der Stadt Schuttern genannt. Burg und Stadt hatten schwer unter den ewigen Kleinkriegen der Geroldsecker zu leiden. Zerstörungen erfolgten 1333, 1372, 1433/34 und 1473, wobei letztere wohl gründlich war. 1548 wurde das Schloss um 250 Gulden an Rulman Tädiger aus Offenburg verpfändet. 1592 ist in Verhandlungen über eine Lehensübernahme der Herren von Karpfen vom schlechten Zustand der Baulichkeiten die Rede. Das Schloss zerfiel weiter. Als 1679 eine Feuersbrunst im Kloster wütete, erinnerte man sich das billige Baumaterial für den Wiederaufbau. Protest und Ansprüche auf das Haus kam vom Markgraf von Baden-Durlach, woraufhin der Abt antwortete, es sei nur noch ein von Büschen und Rohren umwachsener Steinhaufen. Dies war die letzte Nachricht des Schutterer Schloßes.
Von der nicht mehr lokalisierbaren Burganlage ist nichts erhalten.

## Zum Schloss Schuttern gehörender Besitz
- Die Burg mitsamt Scheuer, Hof und Garten
- drei Matten mit Ackerstücken
- Graben und Damm um die Burg und der halbe Stadtgraben
- der Bünli-Wald mit Grund und Boden
- zwei Fischwasser im Blankenmoos, davon eines die Schutter im Ichenheimer Bann
- Holznutzungs- und Eckerichrechte im Friesenheimer Wald
- sechs Rebäcker in Friesenheim